# Paulo Sérgio Ramos Barboza
Paulo Sérgio Ramos Barboza, mais conhecido como Paulo Ramos (Rio de Janeiro, 18 de outubro de 1944) é um militar reformado da Polícia Militar do Estado do Rio de Janeiro (PMERJ), advogado, administrador de empresas e político brasileiro. Atualmente, é filiado ao Partido Democrático Trabalhista (PDT), tendo passado pelo Partido Socialismo e Liberdade (PSOL) entre 2014 e 2017.
Foi deputado federal entre 1987 e 1995 e re-eleito em 2018. E entre 1999 e 2018, foi deputado estadual. Também foi candidato a prefeito de Belford Roxo em duas oportunidades: em 1996, obtendo 8.418 votos, e em 2000, com 18.135 votos. Em 2008, foi candidato à prefeitura do Rio de Janeiro, ficando em oitavo lugar, com 59.147 votos. Foi reeleito ao cargo na Assembleia Legislativa do Estado do Rio de Janeiro (Alerj), em 2010, com 39.023 votos. Em 2014, foi novamente reeleito para mais um mandato na Alerj, com 18.732 votos. Disputou as  eleições de 2018 e foi eleito deputado federal com 25.557 votos.
Em 2009, foi indicado como benemérito do Instituto Superior de Educação do Rio de Janeiro.

## Biografia
Nascido e criado em Realengo, oficial reformado da PM, advogado, administrador de empresas e especialista em políticas públicas pela UFRJ, Paulo Ramos iniciou sua militância política nos anos 60 e teve destacada participação na luta contra a ditadura, pela anistia e pela democratização do país, integrando a corrente dos chamados autênticos do antigo MDB.  Ainda no PMDB em 1987, foi um dos primeiros a sugerir o novo nome do que viria a se tornar o PSDB, embora nunca viesse a fazer parte do partido depois de sua fundação em 1988.
Em agosto de 2013 desfiliou-se do PDT filiando-se ao PSOL, partido pelo qual foi reeleito, em 2014, para a legislatura 2015-2019 da ALERJ.
Em abril de 2015, não compareceu à votação que elegeu Domingos Brazão para o Tribunal de Contas do Estado do Rio de Janeiro.
No dia 20 de fevereiro de 2017, votou contra privatização da CEDAE.
Em 17 de Novembro de 2017, votou pela soltura dos deputados Jorge Picciani, Paulo Melo e Edson Albertassi, que haviam sido presos pela Polícia Federal na operação anticorrupção Cadeia Velha; assim, Paulo Ramos foi afastado no mesmo dia pelo PSOL, aguardando processo de expulsão pela Comissão de Ética do partido. Após ser expulso do PSOL, anuncia retorno ao PDT.
Nas eleições de 2018, Paulo Ramos foi candidato a deputado federal pelo estado do Rio de Janeiro, ocasião em que foi eleito para a 56ª legislatura (2019–2023) da Câmara dos Deputados do Brasil. No pleito, como candidato do Partido Democrático Trabalhista (PDT), Paulo obteve 25.557 votos.

## Controvérsias

### Relatório sobre transações bancárias suspeitas
Em dezembro de 2018, veio à tona um relatório de 422 páginas do Conselho de Controle de Atividades Financeiras (Coaf) que havia sido anexado pelo Ministério Público Federal à investigação que origem à Operação Furna da Onça e que ganhou grande repercussão nacional por envolver um ex-assessor parlamentar de Flávio Bolsonaro, filho do presidente Jair Bolsonaro. O documento reúne informações a respeito de operações bancárias de 75 funcionários e ex-servidores da Assembleia Legislativa do Estado do Rio de Janeiro (Alerj) citadas em comunicados sobre transações financeiras suspeitas. As operações suspeitas, que envolvem pessoas que trabalham ou trabalharam em 20 gabinetes de deputados estaduais do Rio de Janeiro de diferentes matizes ideológicas, totalizam mais de R$ 207 milhões.
O relatório do Coaf apontou que funcionários do gabinete de Paulo Ramos na Alerj movimentaram um total de R$ 30,3 milhões entre janeiro de 2016 e janeiro de 2017, sendo o segundo maior valor apontado pelo documento. De acordo com o relatório, as transações suspeitas foram feitas por cinco servidores de Paulo: Edson Fortes Rangel, Luiz Felipe Conde, Alba Lil Porto Pinkusfeld, Eduardo Travassos Correa. Desses nomes, segundo o RH da Alerj em dezembro de 2018, três são servidores nomeados pelo deputado para seu gabinete, um nunca foi funcionário da Assembleia e o outro é servidor da Alerj do setor de CPIs.
Por meio de nota, Paulo Ramos lamentou que o relatório do Coaf tenha associado a ele pessoas que nunca pertenceram ao seu gabinete e que pessoas de bem tenham suas vidas pessoais e profissionais "ilegalmente devassadas simplesmente porque são assessores parlamentares". Já o Ministério Público Federal, em nota, esclareceu que nem todas as movimentações atípicas citadas no documento seriam, necessariamente, ilícitas.